# Jean Souverbie
Pour les articles homonymes, voir Jean-Marc Souverbie.
 (avril 2013).
Si vous disposez d'ouvrages ou d'articles de référence ou si vous connaissez des sites web de qualité traitant du thème abordé ici, merci de compléter l'article en donnant les références utiles à sa vérifiabilité et en les liant à la section « Notes et références ».
Jean Souverbie, né le 21 mars 1891 à Boulogne-sur-Seine (actuellement Boulogne-Billancourt) et mort le 6 novembre 1981 à Paris, est un peintre et décorateur de théâtre français.

## Biographie
Peintre figuratif, Jean Souverbie a peint des compositions de nus et de natures mortes d'une facture modernes, basées sur le nombre d'or. Natif d'une famille bourgeoise dont le père était ingénieur des Arts et Métiers, de constitution relativement fragile, il fut souvent malade, ce qui le rendit solitaire. De ce fait il ne fréquenta pas l'école et reçut de son père et de ses sœurs aînées une instruction à la maison. Plus tard, on lui donna un professeur particulier. Dessinant sans cesse, il présente quelques facilités et dispositions pour cet art qu'il avait découvert enfant, émerveillé par les eaux fortes de Rembrandt. Vers l'âge de dix ans, son père lui offrit une boîte de couleurs à l'huile, un chevalet, une palette et des toiles. Attiré par les décors de théâtre où ses parents l'emmenaient une fois l'an au Châtelet, il réalisa des maquettes, machinerie incluse.
En ce début de XXe siècle, ses parents déménagent et s'installent à Saint-Germain-en-Laye pour l'hiver et le reste de l'année sur la Côte d'Azur. Au château de Versailles et dans son parc, il découvre l'harmonie, les proportions, l'esthétique de l'art du classicisme. Maurice Denis remarqua en 1908 l'autoportrait de l'artiste et eut un entretien avec lui. En 1911, la famille s'installe à Paris, rue d'Amsterdam. Il entre à l'Académie Julian dans l'atelier de Jean-Paul Laurens. Il y fait en 1913 la connaissance de Roger Chastel, qui allait devenir un ami pour la vie. Du fait de sa faible constitution, Jean Souverbie est réformé lorsque la Première Guerre mondiale éclate.
En 1916, il s'inscrit à l'Académie Ranson où il rencontre les nabis : Maurice Denis, Paul Sérusier, Édouard Vuillard, Félix Vallotton. Il retrouve là son ami Jean-Eugène Bersier, peintre et graveur, historien d'art à qui il dédiera une huile sur panneau vers 1930, intitulée Nature morte à la poire et au Sucrier. Il trouve là de quoi satisfaire son goût pour les grandes compositions théâtrales, son goût de l'antique. Son père meurt en 1918, il se trouve alors contraint de travailler. Il quitte l'Académie Ranson et, quelques mois plus tard, il fait la connaissance de sa future épouse ; ils se marient en 1920. Elle deviendra son modèle préféré, ainsi que la mère de leurs cinq enfants. L'un d'eux, Romain Souverbie (né en 1929) deviendra également peintre. Jean Souverbie subit une opération qui le libère enfin de sa maladie et commence alors une activité débridée. Il s'oriente alors vers le cubisme.
Il habite à Saint-Germain dans l'ancien hôtel de la duchesse de Longwy, où il organise des expositions. C'est un grand admirateur entre autres de son ami Pablo Picasso auquel la facture de ses nus s'apparente. Vers les années 1930, il se consacre essentiellement à l'art monumental et présente l'ensemble de ses œuvres à la Biennale de Venise. Il travaille comme décorateur auprès de Jacques Rouché, directeur de l'Opéra de Paris.
En 1945, on crée spécialement pour lui un atelier d'art monumental à l'École des beaux-arts de Paris dont il est le professeur émérite. Parmi ses élèves les plus connus se trouvent Philippe de La Hogue-Rey, Philippe Lejeune, Jean Le Merdy, Michel Pandel, Yves de Saint-Front, Georges Visconti, et Pierrette Bloch.

## Œuvres

### Œuvres dans les collections publiques
Allemagne
- Stuttgart, Staatsgalerie.

États-Unis
- Boston, Institut d'art contemporain.
- Philadelphie, Philadelphia Museum of Art.

France
- Autun, musée Rolin :
  - Baigneuse, huile sur toile[6] ;
  - Composition mythologique, huile sur toile[7] ;
  - Domptage, huile sur toile[8] ;
  - Femme nue dans la mer, huile sur toile[9] ;
  - Femme à l'épuisette, huile sur toile[10] ;
  - Les trois Grâces, huile sur toile[11] ;
  - Léda et le cygne, huile sur toile[12] ;
  - Maternité, huile sur toile[13] ;
  - Mère à l'Enfant, huile sur toile[14] ;
  - Tête de femme, huile sur toile[15] ;
  - Portrait d'enfant, dessin[16].
- Beauvais, musée départemental de l'Oise : La Paix, huile sur toile[17].
- Caen, musée des beaux-arts : Nu à mi-corps, huile sur toile[18].
- Grenoble, musée de Grenoble.
- Paris :
  - École des beaux-arts de Paris.
  - Petit Palais.
  - musée national d'art moderne :
    - Pêcheuse, avant 1929 ;
    - Chanteurs de rue.

  - palais de Chaillot, grand escalier du théâtre : La Musique, 1937.
  - université Pierre-et-Marie-Curie : L'Étude devant l'Univers, 1961, peinture sur toile marouflée, 5 × 3,54 m.
- Décoration murale pour huit paquebots, dont l’Île-de-France, Le Liberté, Le Laos et Les Antilles.
  - Musée des Arts décoratifs: (donation en cours)
    - La Musique, 1937, dessin préparatoire Carton

Royaume-Uni
- Leeds, Leeds Art Gallery (en).

### Décor de théâtre
- Ariane, de Jules Massenet.
- Salammbô, d'Ernest Reyer d'après Gustave Flaubert.
- Aida, le 9 janvier 1939, seconde production, sept décors et 300 costumes de Souverbie, mise en scène de Pierre Chéreau.
- Nele Dooryn, conte lyrique en 3 actes, livret de Camille Mauclair, musique d'Antoine Mariotte, 17 octobre 1940 (Favart III), mise en scène de Max de Rieux, décors et costumes de Jean Souverbie[19].
- Kerbeb, danseuse berbère, palais Garnier, 6 avril 1951, mise en scène de Max de Rieux, livret de Michel Carré d'après une nouvelle d'Elissa Rhaïs, musique de Marcel Samuel-Rousseau, décors et costumes de Jean Souverbie, direction d'orchestre de Louis Fourestier[20].
- Djamileh, de Georges Bizet.
- Le Roi d'Ys, d'Édouard Lalo.
- Thaïs, de Jules Massenet.
- Le Drac, d'Henri Barraud.
- Numance, d'Henry Barraud.

### Publications
- Discours, séance publique du 10 novembre 1954, Paris, Institut de France.
- Notice sur les travaux et la vie de Lucien Simon, Paris, Institut de France, 1957.

## Distinctions
- Officier de la Légion d'honneur.
- Membre de l'Académie des beaux-arts à l'Institut de France en 1946.

## Expositions
- 1925 : Paris, galerie Vavin-Raspail[21] qui accueille l'exposition La Section d'Or cette année-là.
- 1928 : Paris, galerie Bernheim-Jeune.
- 1935 : exposition de Bruxelles, pavillon français, panneaux décoratifs.
- 1939 : New York, exposition internationale, grand tableau : La France.
- 1947 : Paris, galerie Drouant-David.
- 1950-1975 : Paris, galerie Chaudun.
- 1958 : Bruxelles, galerie Mistral.
- 1958 : Nice, galerie Muratore.
- Du 4 juillet au 29 août 1976 : Trouville-sur-Mer, salons de l'hôtel de ville, 7e Biennale de peinture La marine et la mer, hommage à Souverbie.
- 1976 : Paris, galerie Bernheim Jeune, rétrospective.
- 1981 : musée municipal d'Étampes.
- 1983 : Londres, galerie Malaval.
- [Quand ?] [Où ?] galerie Beverly.
- [Quand ?] [Où ?] galerie Nicolas Poussin.
- [Quand ?] Lyon, galerie Hupel.
- [Quand ?] Saint-Germain-en-Laye, galerie[Laquelle ?].
- [Quand ?] Cavaillon, chapelle du grand couvent.

## Élèves notoires
- Jacques Berland, aux Beaux-Arts de Paris.
- Pierrette Bloch, en 1947.
- Paul Collomb, aux Beaux-Arts de Paris.
- André Even, en 1942 aux Beaux-Arts de Paris.
- Françoise Gilot, en octobre 1943 à l'Académie Julian et en 1944 aux Beaux-Arts de Paris.
- Jiří Hejna, aux Beaux-arts de Paris en 1946-1947.
- Philippe de La Hogue-Rey.
- Philippe Lejeune.
- Jean Le Merdy, en 1949.
- Alain Le Nost, en 1959.
- Sam Ringer (1918-1986), de 1947 à 1953.
- Georges Visconti.
- Jacques Voyet.